# SENS Research Foundation
La SENS Research Foundation è un'organizzazione non profit cofondata da Michael Kope, Aubrey de Grey, Jeff Hall, Sarah Marr e Kevin Perrott, con sede in Mountain View, California. Le attività di cui si occupa includono programmi di ricerca e attività di pubbliche relazioni riguardanti l'applicazione di medicina rigenerativa al processo d'invecchiamento. Prima che la fondazione fosse lanciata nel Marzo del 2009, il programma di ricerca SENS era principalmente portato avanti dalla Methuselah Foundation, cofondata da Aubrey de Grey e David Gobel.

## Obiettivi
Il principale obiettivo della fondazione è quello di "trasformare il modo in cui i ricercatori del mondo trattano le malattie dell'età avanzata". Essa promuove l'approccio cosiddetto 'SENS', che viene descritto come "la riparazione di cellule viventi e materiale extracellulare in situ", il quale si differenzia dal focus della medicina geriatrica su malattie ed infermità specifiche, e dal focus della biogerontologia sull'intervento nei processi metabolici. Inoltre, essa finanzia ricerca e programmi educativi in modo da accelerare i vari programmi di ricerca sulla medicina rigenerativa che insieme formano il progetto SENS.